# Animation et Propagande
 (juillet 2022).
Animation et Propagande, sous-titré Les Dessins animés pendant la Seconde Guerre mondiale, est un livre de Sébastien Roffat publié en juin 2005 par les éditions L'Harmattan.
L'ouvrage se propose de retracer la genèse des dessins animés de guerre à but propagandiste dans tous les pays du monde possédant une industrie capable d'en produire (une douzaine en tout). On y apprend que Goebbels et Hitler étaient fans de Walt Disney et que, malgré la censure qu'ils avaient eux-mêmes mis en place, se faisaient projeter ces films d'animation américains dans leurs bureaux. On apprend aussi que Pétain s'est fait livrer des dessins animés français à Vichy, que l'empereur du Japon regardait des dessins animés de propagande, que le studio Disney a servi de base militaire, etc.